# 40 Below Summer
40 Below Summer — ню-метал группа из штата Нью-Джерси, США.

## История
Группа образована в 1998 году земляками-перуанцами Максом Иллиджом (Max Illidge) и Карлосом Агьюларом (Carlos Aguilar). Вскоре к ним примкнули Джои Д’Амико (Joey D’Amico), Джордан Плингос (Jordan Plingos) и Стив Ферерра (Steve Ferreira). В 1999 году вышел первый студийный альбом — Side Show Freaks. Группа стала записывать материал для нового альбома, и в это время из группы уходит Стив Ферерра, его место бас-гитариста занимает Гектор Грациани (Hector Graziani). В 2000 году, уже с его участием выходит мини-альбом Rain EP. 
В 2001 году группа подписалась на лейбл London-Sire Records. 16 октября 2001 года вышел альбом Invitation to the Dance. Однако, из-за проблем компании London-Sire Records, альбом вышел на лейбле Warner Music. После этого группа отправилась в тур с Drowning Pool, Coal Chamber, Ill Niño, Fear Factory и Chimaira. По окончании тура началась запись материала для нового альбома. В июне 2003 года группа подписала контракт с Razor & Tie Records, и 28 октября вышел новый альбом The Mourning After. В 2004 году произошло две замены: вместо Джордана Плингоса гитаристом стал Ty Fury, а Карлос Агьюлар был заменён Райаном Джурсом (Ryan Juhrs) из Flaw. 
31 октября 2006 года на Crash Music Inc. был выпущен The Last Dance. Бонусом к альбому был DVD с выступлением группы в Сайревилле, штат Нью-Джерси. Было продано 1095 копий альбома за первую неделю. Группа почти не давала концертов в поддержку нового альбома. На песню Relapse было снято музыкальное видео. Вскоре после выхода альбома Ty Fury ушёл в группу Murder of Crows, но сейчас он в группе Dirty Little Rabbits. 
31 июля 2007 был переиздан альбом Rain EP, а 15 июля 2008 года — Side Show Freaks. 
30 Апреля 2013 вышел новый альбом Fire At Zero Gravity. 
В настоящее время группа вернулась в один из первых составов — Иллидж, Агьюлар, Д’Амико, Плингос, Грациани.

## Участники
- Макс Иллидж (Max Illidge) — вокал
- Джои Д’Амико (Joey D’Amico) — ритм-гитара
- Джордан Плингос (Jordan Plingos) — соло-гитара
- Гектор Грациани (Hector Graziani) — бас-гитара
- Карлос Агьюлар (Carlos Aguilar) — ударные

### Бывшие
- Анжел Вивальди (Angel Vivaldi) — соло-гитара (замещал Райана Джурса 2008—2010)
- Стив Ферерра (Steve Ferreira) — бас-гитара (1998—2000)
- Ty Fury — соло-гитара (2005)
- Райан Джурс (Ryan Jhurs) — соло-гитара (замещал Джордана Плингоса 2005—2008)
- Али Нассар (Ali Nassar) — ударные (замещал Карлоса Агьюлара в 2005)

## Дискография
- Side Show Freaks (1999, переиздание: 15 июля 2008)
- Rain EP (2000, переиздание: 31 июля 2007)
- Invitation to the Dance (16 октября 2001)
- The Mourning After (28 октября 2003)
- The Last Dance (31 октября 2006)
- Fire At Zero Gravity  (30 апреля 2013)
- Transmission Infrared (16 октября 2015)